# Synnöve von Hausen-Saubert
Synnöve von Hausen-Saubert, född 20 januari 1900 i Rom, död 15 oktober 1987 i Köpenhamn, var en finländsk lantbruksforskare. Hon var dotter till konstnären Werner von Hausen.
von Hausen-Saubert växte upp i Italien och Frankrike, men då hon nådde skolåldern flyttade familjen till Grankulla. En tid arbetade hon som Artturi Virtanens assistent vid Valios laboratiorium. År 1936 blev hon agronomie- och forstdoktor och därmed landets första kvinnliga doktor på lantbruksområdet.
Hon gifte sig 1937 med indonesisk-holländaren Gaston Saubert. Paret flyttade till Indonesien, och under den japanska invasionen togs makarna tillfånga och skildes åt. von Hausen-Saubert fick tillbringa tre år i ett koncentrationsläger på Java (skildrade i hennes bok Fånge i paradiset, 1971) och fick vid frigivningen veta att mannen gått bort. 1946 återvände hon till Finland för en tid, men arbetade från 1953 till sin pensionering vid jordbruksministeriet i Sydafrika.